# NGC 2654

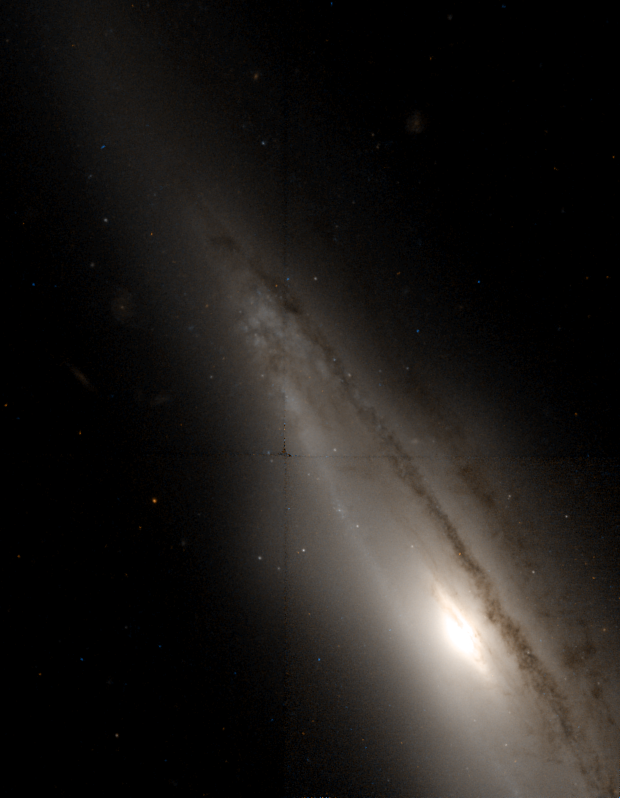
NGC 2654 par le télescope spatial Hubble.

NGC 2654 est une galaxie spirale barrée vue par la tranche et située dans la constellation de la Grande Ourse.  NGC 2654 a été découverte par l'astronome allemand Wilhelm Tempel en 1882.

## Caractéristiques
Sa vitesse par rapport au fond diffus cosmologique est de 1 448 ± 8 km/s, ce qui correspond à une distance de Hubble de 21,4 ± 1,5 Mpc (∼69,8 millions d'al).
À ce jour, 17 mesures non basées sur le décalage vers le rouge (redshift) donnent une distance de 26,347 ± 4,476 Mpc (∼85,9 millions d'al), ce qui est à l'intérieur des valeurs de la distance de Hubble. Notons cependant que c'est avec la valeur moyenne des mesures indépendantes, lorsqu'elles existent, que la base de données NASA/IPAC calcule le diamètre d'une galaxie et qu'en conséquence le diamètre de NGC 2654 pourrait être d'environ 27,8 kpc (∼90 700 al) si on utilisait la distance de Hubble pour le calculer.
NGC 2654 est peut-être une galaxie active et elle présente un noyau très petit par rapport à sa taille (« retired nucleus », RET en anglais). La classe de luminosité de cette galaxie est I-II et elle présente une large raie HI.

## Groupe de NGC 2768
Selon la base de données NASA/IPAC NGC 2654 est une galaxie du champ, c'est-à-dire qu'elle n'appartient pas à un amas et qu'elle est donc gravitationnellement isolée. C'est probablement une erreur, car deux sources placent cette galaxie dans un groupe de galaxies. En effet, NGC 2654 ainsi que les galaxies NGC 2726, NGC 2742, NGC 2768 et UGC 4549 forment le groupe de NGC 2768. Trois de ces galaxies (NGC 2654, NGC 2742 et NGC 2768) sont également indiquées comme faisant partie de ce groupe par Richard Powell.